# Richard D. Nolane
Richard D. Nolane, eredeti neve: Olivier Raynaud (1955. május 28.) francia író, fordító, képregényíró

## Élete
1999 és 2012 közt Québecben élt. Írásai főleg a sci-fi-vel, a fantasyval és a paranormális jelenségekkel foglalkoznak. 1973-ban kezdett publikálni a Horizons du fantastique című magazinban. Csaknem hatvan könyv és ugyanannyi képregény szerzője. A Blade, Voyageur de l'Infini című fantasy-sorozatban 1983 és 1996 közt Jeffrey Lord álnéven negyvenhárom regényt írt. 1985 és 1987 közt a Garancière kiadónál megjelent Aventures Fantastiques sorozat szerkesztője volt. Számos egyéb sci-fi és fantasy antológia szerkesztésében is közreműködött, ezek közül kettő a híres amerikai DAW Books kiadónál jelent meg. Társszerkesztője volt a Spirale és a Thriller magazinoknak. Ő a vezetője az 1945 előtti fantasztikus irodalommal foglalkozó Wendigo folyóiratnak, melynek első száma 2011. januárjában jelent meg.
Jelenleg hat képregénysorozat jelenik meg, melynek szövegét ő írja: a Wunderwaffen, a Space Reich, a Zeppelin's War, a Vidocq, a La Grande Guerre des Mondes és a Millénaire. Számos művészeti album szövegének elkészítésében is közreműködött. Esszéket publikált sorozatgyilkosokról, UFO-król, vámpírokról, kriptozoológiáról, történelmi rejtélyekről, stb. Szerzőként és fordítóként működött közre a Facteur X magazinban, valamint az UFO-kkal és paranormális jelenségekkel kapcsolatos egyéb kiadványokban. 1998 májusa óta havonta jelentkezik Ici l'Ombre című, rejtélyekkel foglalkozó rovatával a Lanfeust Mag című képregénymagazinban. Munkái megjelentek Amerikában, Japánban, Németországban, Romániában, Portugáliában, Dániában, Svédországban, Olaszországban, Magyarországon, Kínában, a volt Jugoszláviában és Csehszlovákiában.
Magyarul egyetlen, az ausztrál sci-fi történetével foglalkozó elméleti munkája jelent meg a Galaktika 43. számában 1982-ben Az ausztrál science fiction címmel.

## Fordítás
- Ez a szócikk részben vagy egészben  a   Richard D. Nolane című francia Wikipédia-szócikk ezen változatának fordításán alapul.  Az eredeti cikk szerkesztőit annak laptörténete sorolja fel. Ez a jelzés csupán a megfogalmazás eredetét és a szerzői jogokat jelzi, nem szolgál a cikkben szereplő információk forrásmegjelöléseként.